# کانون توحید
کانون و مسجد توحید یک مؤسسه غیردولتی وابسته به مؤسسه خیریه مکتب امیرالمؤمنین جهت برگزاری دوره‌های آموزشی و برنامه‌های مختلف فرهنگی و هنری و مذهبی، مراسم یادبود و تجلیل در غرب شهر تهران است.

## تاریخچه
کانون و مسجد توحید به عنوان یکی از قدیمی‌ترین موسسهٔ‌های فرهنگی در تهران از سال ۱۳۵۰ شمسی توسط سید عبدالکریم موسوی اردبیلی، پس از اقامه نماز عید فطر توسط محمدجواد باهنر در محل زمین خریداری شده بنیان‌گذاری شد.

## معماری کانون توحید
طراحی معماری ساختمان کانون توحید توسط میرحسین موسوی انجام شده که در طی سالهای ۱۳۵۱ تا ۱۳۵۷ با زیربنای ۲۵۰۰ مترمربع در زمینی به ابعاد ۱۲۰۰ مترمربع شکل گرفته‌است. با توجه به مساحت کم زمین، کانسپت ساختمان در ارتفاع لحاظ شده است. مناره این بنا به صورت مکعب آجری می باشد که بدون ترکیب با نمای ساختمان، نسبت به آن چرخیده و مجزا می باشد و بدین سبب از شکل کلاسیک مناره ها تبعیت نمی‌کند.

## فعالیت‌ها
دوره‌های آموزشی در حوزه‌های مختلف مذهبی و فرهنگی همچون شناخت، حفظ، قرائت و تفسیر قرآن، اخلاق اسلامی، شرح مثنوی معنوی، هنرهای اسلامی همچون خطاطی و خوشنویسی، آموزش علوم کامپیوتر، زبان‌های خارجی و مهارت‌های زندگی خانوادگی برای گروه‌های سنی و آموزشی مختلف با همکاری مؤسسات و مراکز علمی و آموزشی معتبر کشور همانند دانشگاه تهران، جامعه القرآن الکریم، دانشگاه مفید قم، سازمان تبلیغات اسلامی و انجمن خوش‌نویسان ایران در این کانون برگزار می‌شود.
در روز یکشنبه هر هفته، جلسه ای بسیار متفاوت و علمی  با موضوع تفسیر قرآن کریم ، توسط استاد دکتر نیاسری ، یک ساعت قبل از نماز مغرب و عشا در صحن اصلی کانون برگزار می گردد. 
در حال حاضر برخی از رویدادهای سیاسی و مذهبی مهم در این مجموعه برگزار می‌شود:

### یادبودها
برخی همایش‌های مهم برگزار شده در کانون توحید از این قرار است:
- بزرگداشت شهید بهشتی ۱۳۹۴[۹][۹]
- سیو پنجمین سالگرد درگذشت سیدمحمود طالقانی[۱۰]
- سی و هفتمین سالگرد درگذشت سیدمحمود طالقانی در ۱۳۹۵/۰۶/۱۹[۱۱]
- سی وهشتمین سالگرد درگذشت سیدمحمود طالقانی در ۲۵ شهریور ۱۳۹۶[۱۲]
- نخستین سالگرد درگذشت ابراهیم یزدی در ۰۸ شهریور ۱۳۹۷[۱۳]
- مراسم بزرگداشت شهید دکتر بهشتی[۱۴]

### رویدادهای سیاسی
- همایش سراسری جبهه اصلاحات در ۲۶ دی ۱۳۹۳[۱۵]
- نخستین کنگره جمعیت زنان مسلمان نواندیش در ۲۶ آذر ۱۳۹۵[۱۶][۱۷]
- دومین کنگره جمعیت جوانان انقلاب اسلامی[۱۸]
- نهمین کنگره حزب اراده ملت ایران (۱۳۹۷)[۱۹]
- برگزاری کنگره حزب اعتماد ملی در ۰۵ خرداد ۱۳۹۷[۲۰]
- کنگره فوق‌العاده انجمن اسلامی مهندسان ایران در ۱۹ مهر ۱۳۹۷[۲۱]
- کنگره تأسیس حزب اسلامی قانون[۲۲]
- گفتمان بازرگان و چالش‌های چهل سالگی انقلاب[۲۳][۲۴]

### رویدادهای دینی
- سلسله مباحث «دین و عدالت» توسط سروش محلاتی در ۱۳۹۵[۲۵]
- همایش بررسی اندیشه‌های امام (ره)همایش بررسی اندیشه‌های امام
- عزاداری شهادت حضرت زهرا[۲۶]